# نيومان إتش. كلارك
نيومان إتش. كلارك هو سياسي أمريكي، ولد في 7 ديسمبر 1899 في نيوجيرسي في الولايات المتحدة، وتوفي في 3 يناير 1978 في سياتل في الولايات المتحدة. نشط حزبياً في الحزب الجمهوري. وقد انتخب عضو مجلس نواب واشنطن ‏.